# Konrad Stöckel

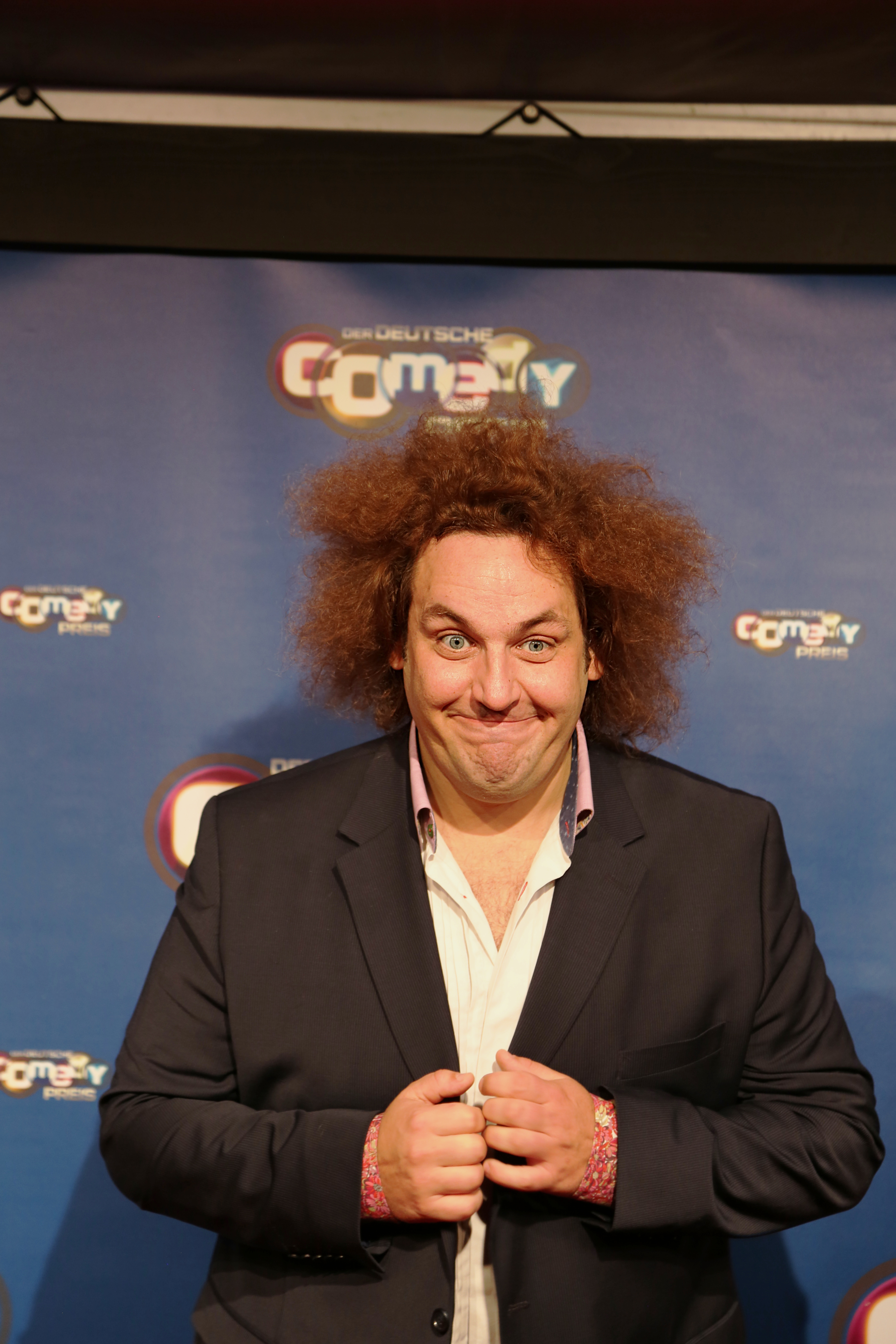
Konrad Stöckel beim Deutschen Comedypreis 2017

Konrad Stöckel (* 7. Juni 1978 in Hamburg), auch unter seinem Alter Ego Fat King Konrad bekannt, ist ein deutscher Comedian, Moderator, Zauber- und Unterhaltungskünstler.

## Leben
Ein Zauberkasten weckte in ihm 1991 das Interesse, und bereits ein Jahr später hatte der 13-Jährige einen Gastauftritt im Schmidt-Theater in Hamburg. Doch um wirklich eine einzigartige Performance zu entwickeln, half ihm ein Buch über Schausteller, Freaks und Sensationskünstler, das er zu seinem 16. Geburtstag von einem seiner Lehrmeister geschenkt bekam. Von nun an kombinierte er bizarre Effekte und Realitäten mit Comedy und Tricktechnik.
Im Jahr 1996 wurde er zum deutschen Jugendmeister der Zauberkunst in der Sparte Comedy-Illusionen gekürt und machte sich im selben Jahr mit seiner Kunst selbständig. 1995 erhielt er vom Magischen Zirkel Berlin und Ted Lesley den „Ken Brooke“-Ehrenpreis für die publikumswirksamste Darbietung.

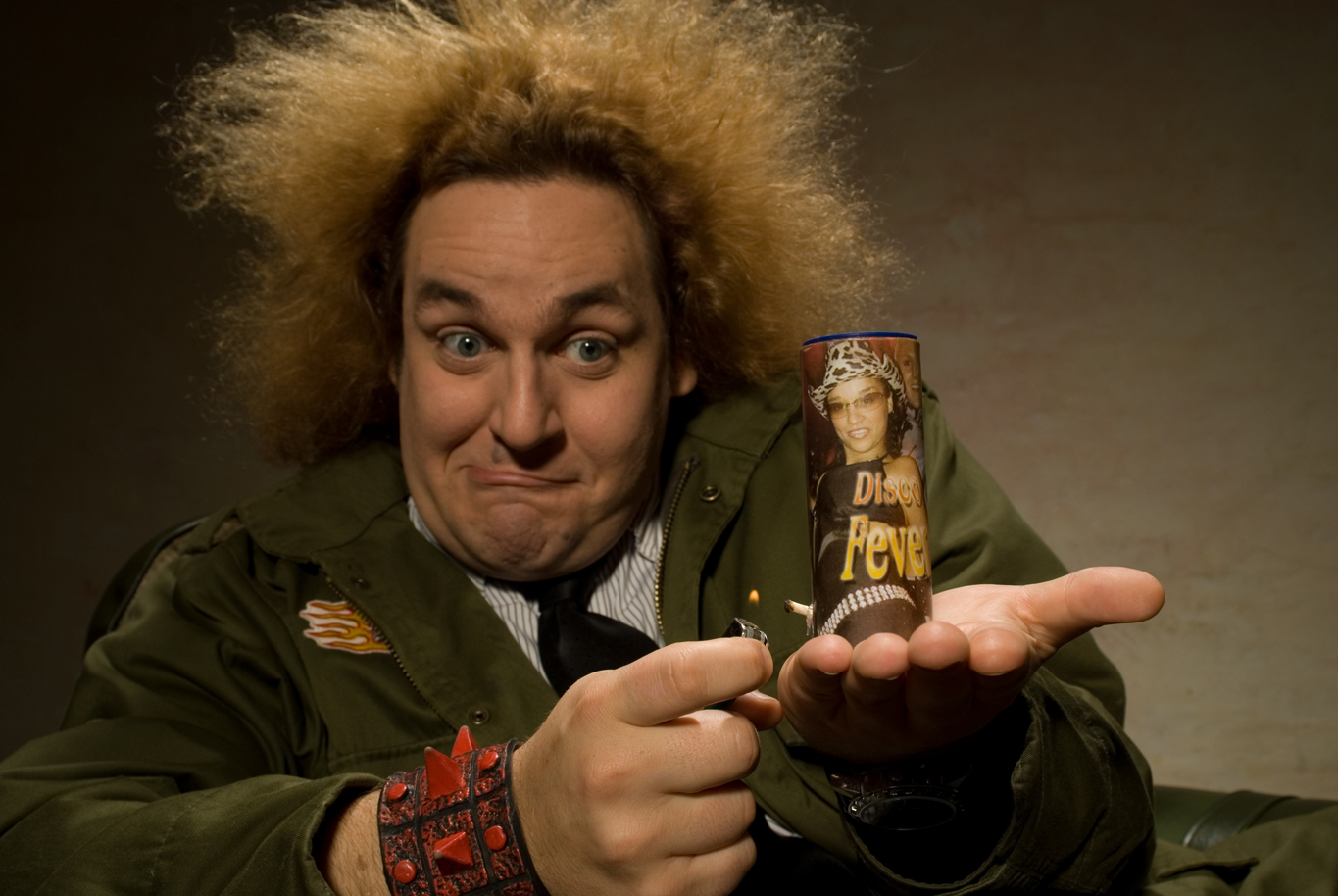
Konrad Stöckel bei einem Meet and Greet 2008

Es folgten zahlreiche Auftritte im Quatsch Comedy Club und bei der Sendung Nightwash sowie einige Guinness-Rekorde (Wäscheklammern ins Gesicht stecken und Steine auf dem Kopf zerschlagen). 2003 erhielt Konrad Stöckel für seine Bühnendarstellungen den „Comedy Hot Shot“ von ProSieben. Seine eigene Fernsehshow, die „Konrad Stöckel Show“, wurde ein Jahr später auf ProSieben ausgestrahlt. Im Jahr 2005 reiste er mit seiner Show durch Deutschland und gastierte in zahlreichen Städten und Fernsehshows wie Genial Daneben, Clever, Chart Show, Pisa Show, Quatsch Comedy Club und NightWash. 2008 hatte er einen Auftritt am Arosa Humor-Festival. Ende 2010 tourte er im Rahmen des Blitzfilm Festivals durch Asien mit dem Schwerpunkt China.
2012 ging er mit dem Programm Weltwunder – Die Wissensshow auf Tournee. Ein Jahr später, 2013, folgte sein erstes Solo-Programm Happy End – die Fat King Show. Noch im selben Jahr erscheint das Buch Wie man mit AC/DC das Licht ausmacht rund um seine verrücktesten wissenschaftlichen Erfahrungen und Kuriositäten aus der wilden Welt des Wissens. Wenig später kann sich das Publikum in ausgewählten Theatern Deutschlands über das gleichnamige abendfüllende Programm erfreuen. Seit 2017 präsentiert er in Luke Mockridges Quizshow Luke! Die Schule und ich chemische und physikalische Experimente auf humorvolle Weise.
Seit 2017 ist Konrad Stöckel mit seinem Programm Wenn's stinkt und kracht ist's Wissenschaft deutschlandweit auf Tour.
Konrad Stöckel lebt in Hamburg und beteiligt sich nebenbei an Ausstellungen bizarrer Objekte.
Sozial engagiert er sich seit Jahren in Form von Auftritten, beispielsweise für russische Straßenkinder, für die Diakonie Hamburg, Hamburg Leuchtfeuer oder den NOMI-Freizeitpark in Norderstedt.

## Veröffentlichungen
- Wie man mit AC/DC das Licht ausmacht – Und andere Weltwunder des Wissens. Piper Verlag, 2013, ISBN 978-3-492-30432-0.